# Verloren Vallei

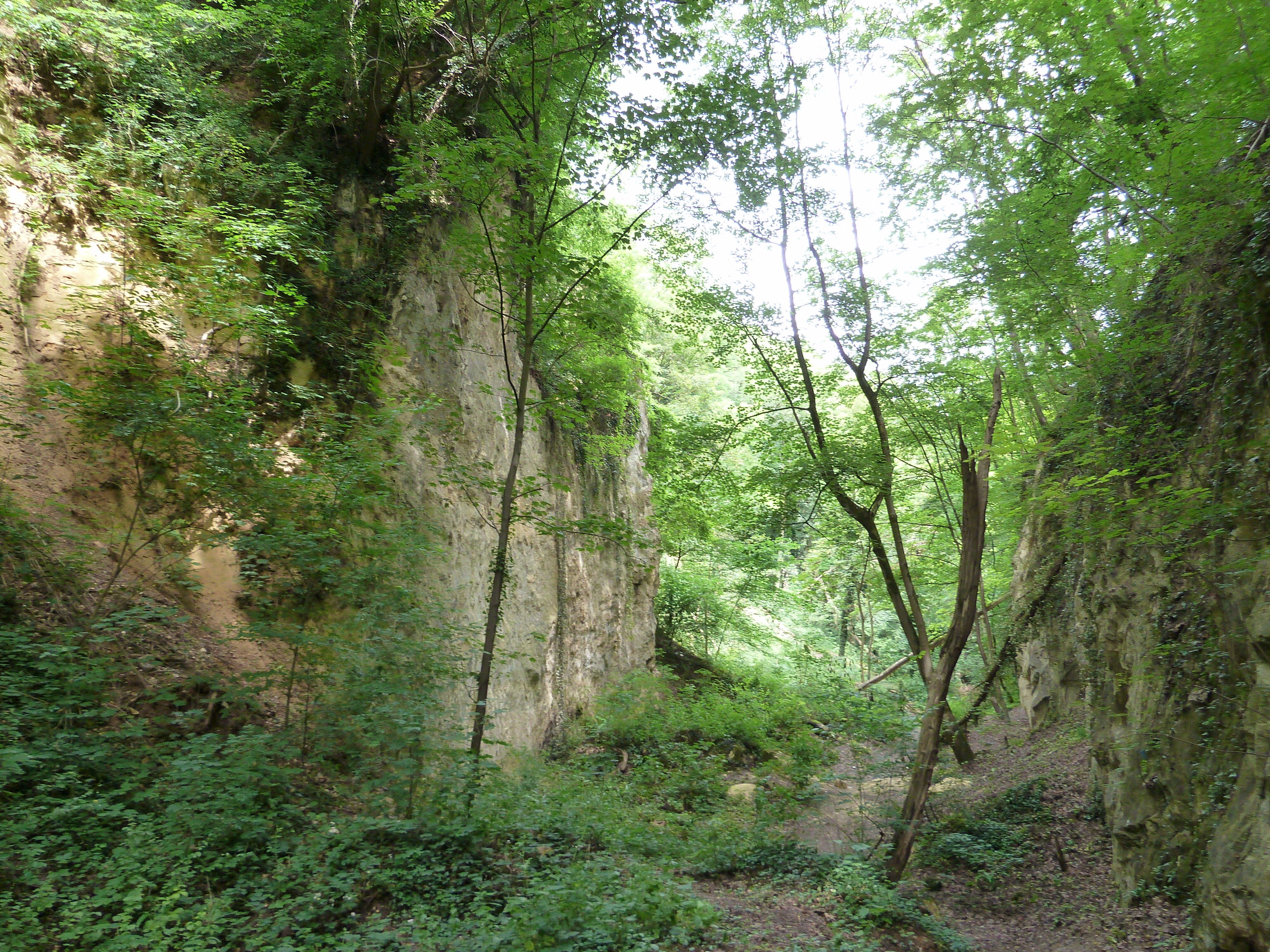
De Verloren Vallei

De Verloren Vallei is een oude dagbouwgroeve in de Belgische gemeente Wezet ten zuidwesten van Klein-Ternaaien en ten zuidoosten van Kanne. De groeve ligt in het beschermde gebied van Thier de Caster in het zuidelijk deel van de Sint-Pietersberg aan de oostkant van het Plateau van Caestert in het deel ten noorden van het Albertkanaal.
Ten westen van de Verloren Vallei ligt de Groeve Ternaaien-Beneden en naar het noordwesten de groeves Ternaaien-Midden en Ternaaien-Boven.

## Geschiedenis
Nadat eeuwenlang mergel ondergronds gewonnen werd door blokbrekers, werd deze bouwsteen in de 18e eeuw een te verliesgevend product om nog op grote schaal te winnen. In de 18e eeuw vond te Caestert de laatste grote (ondergrondse) ontginning plaats, waarbij niet de bouwsteen werd gewonnen, maar men gangen groef voor de winning van kalkmergel. Toen men ondergronds de grenzen daarvan bereikte en de kwaliteit van de mergel afnam door verstoringen en verontreiniging, is men waarschijnlijk aan de ingangen begonnen met het afgraven van losse mergel in dagbouw waardoor de Verloren Vallei ontstond. De precieze datering van wanneer tot wanneer de dagbouwgroeve in bedrijf is geweest is niet bekend. Waarschijnlijk is dit geweest in de jaren 1920 en/of jaren 1930, waarbij enkele gangen van de Groeve Ternaaien-Midden werden aangesneden, maar die toegang raakte eind jaren 1930 weer versperd.
Met de dagbouwontginning werden meerdere gangen van de Groeve Ternaaien-Beneden aangesneden. Ook de (dichtgevallen) gangen van Groeve Ternaaien-Midden sluiten aan op de gangen die verdwenen zijn met de ontginning van de dagbouwgroeve.

## Groeve
De Verloren Vallei is dertig meter breed en een paar honderd meter lang. Het is een vallei met een gevarieerde flora en fauna. De in Nederland en België relatief zeldzame tongvaren komt in de gehele groeve voor. Om deze site te beschermen en voor de veiligheid is toegang momenteel verboden (Waalse Boscode). De dagbouwgroeve doorsnijdt de ondergrondse gangenstelsels Groeve Ternaaien-Beneden en, het recent herontdekte, Groeve Ternaaien-Midden. In de bergwand zijn diverse 'aangesneden' gangen van de gangenstelsels zichtbaar.

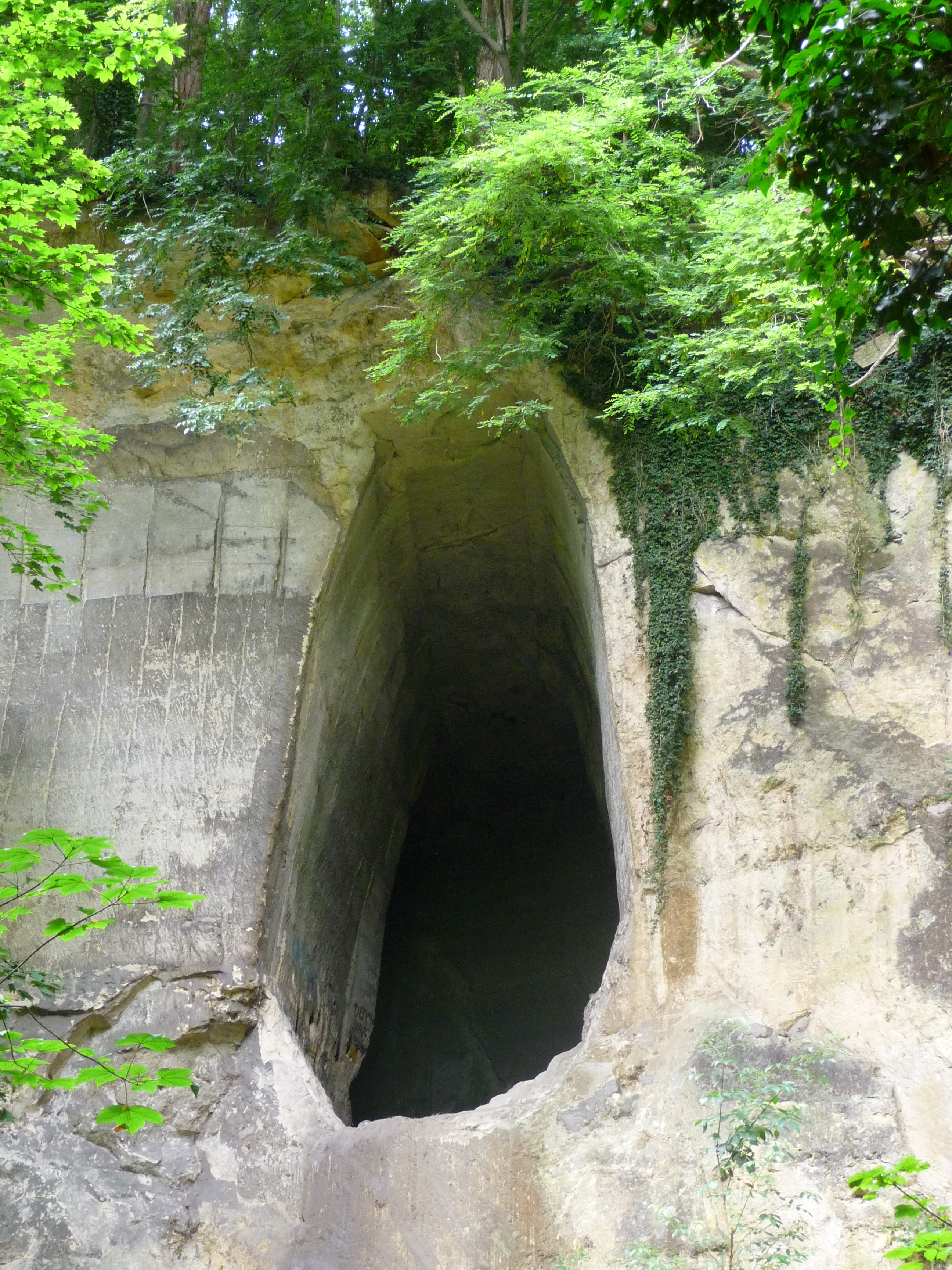
Een gang van het gangenstelsel van Ternaaien-Beneden die uitkomt in de vallei
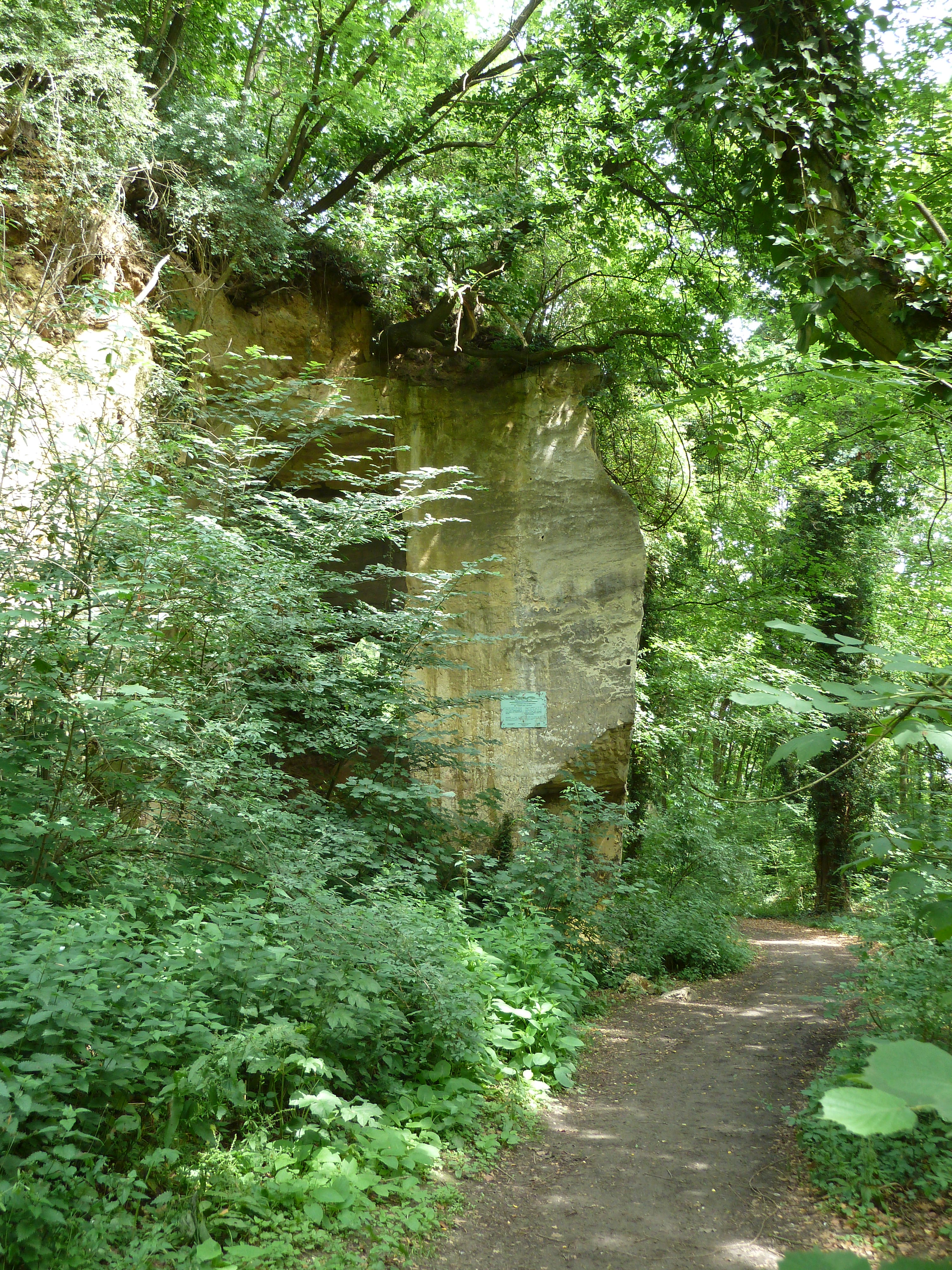
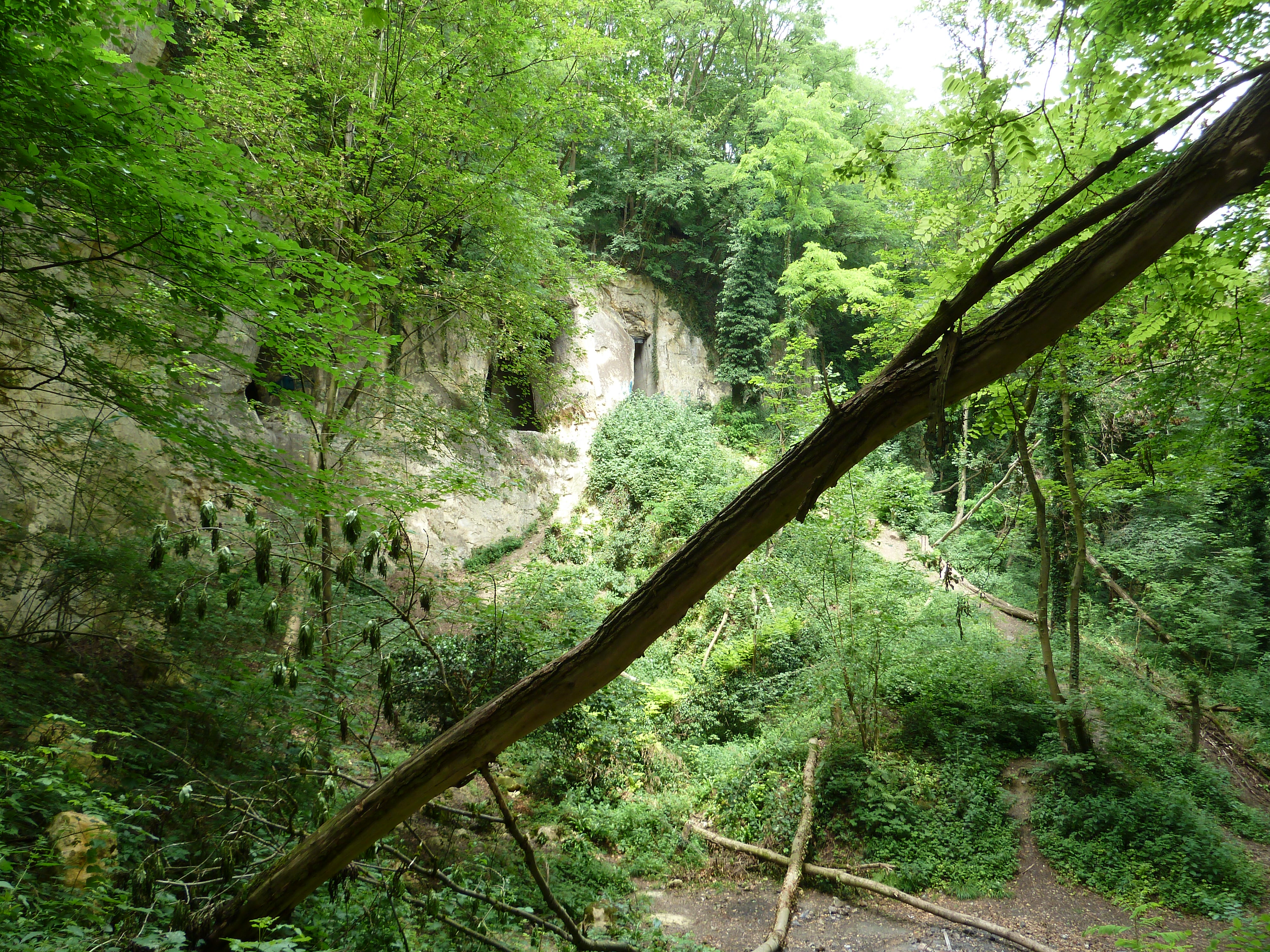
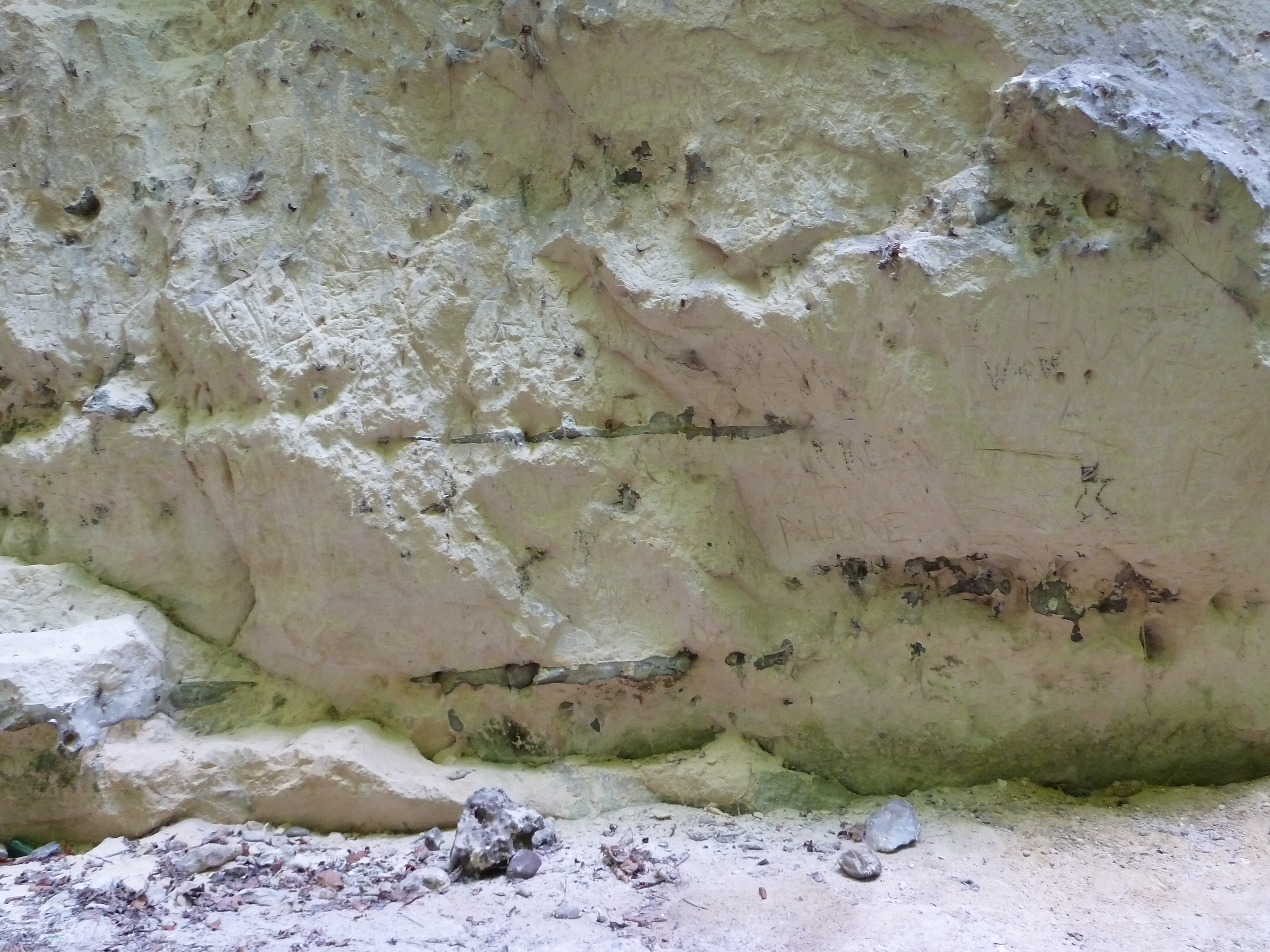
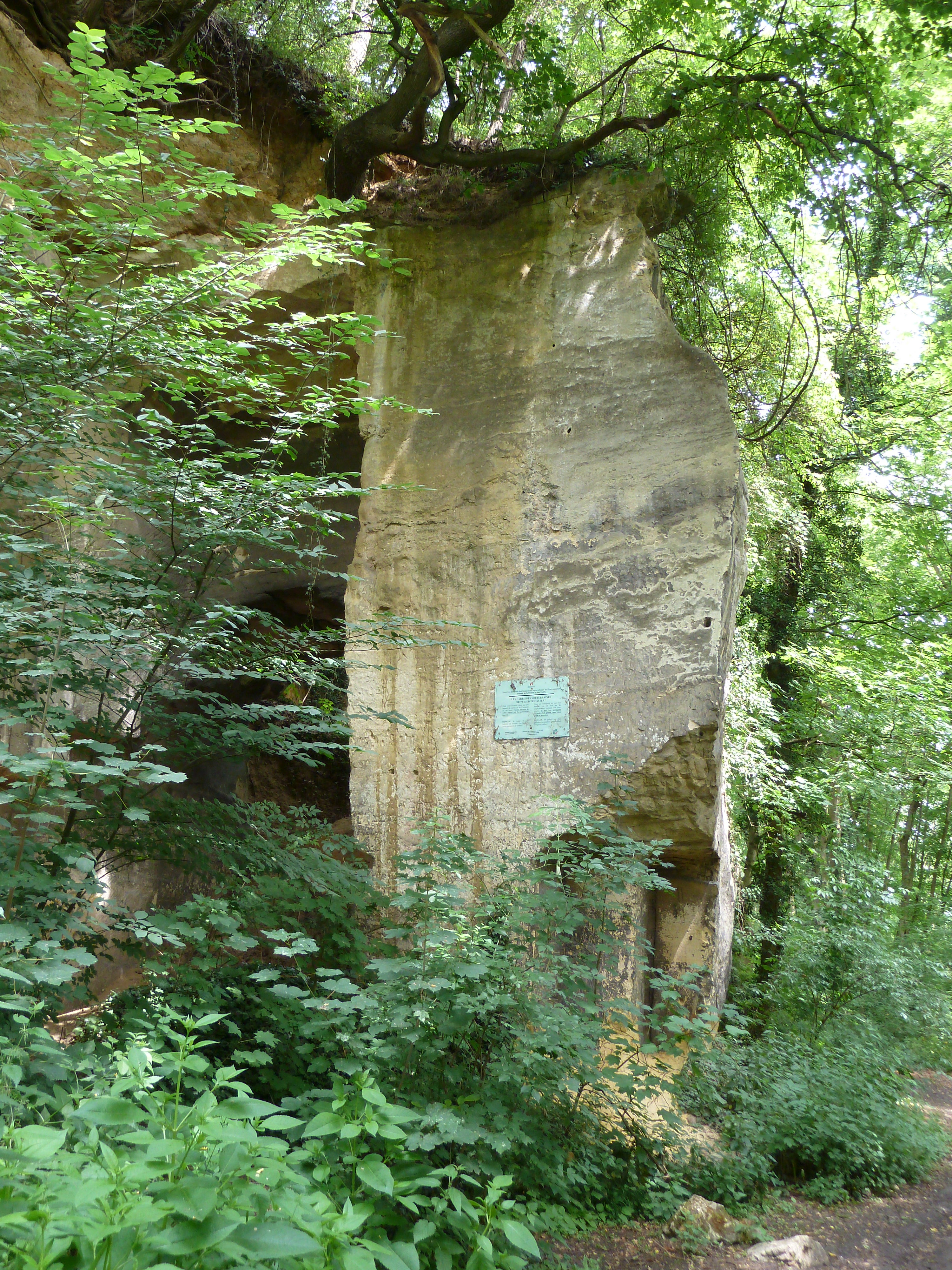
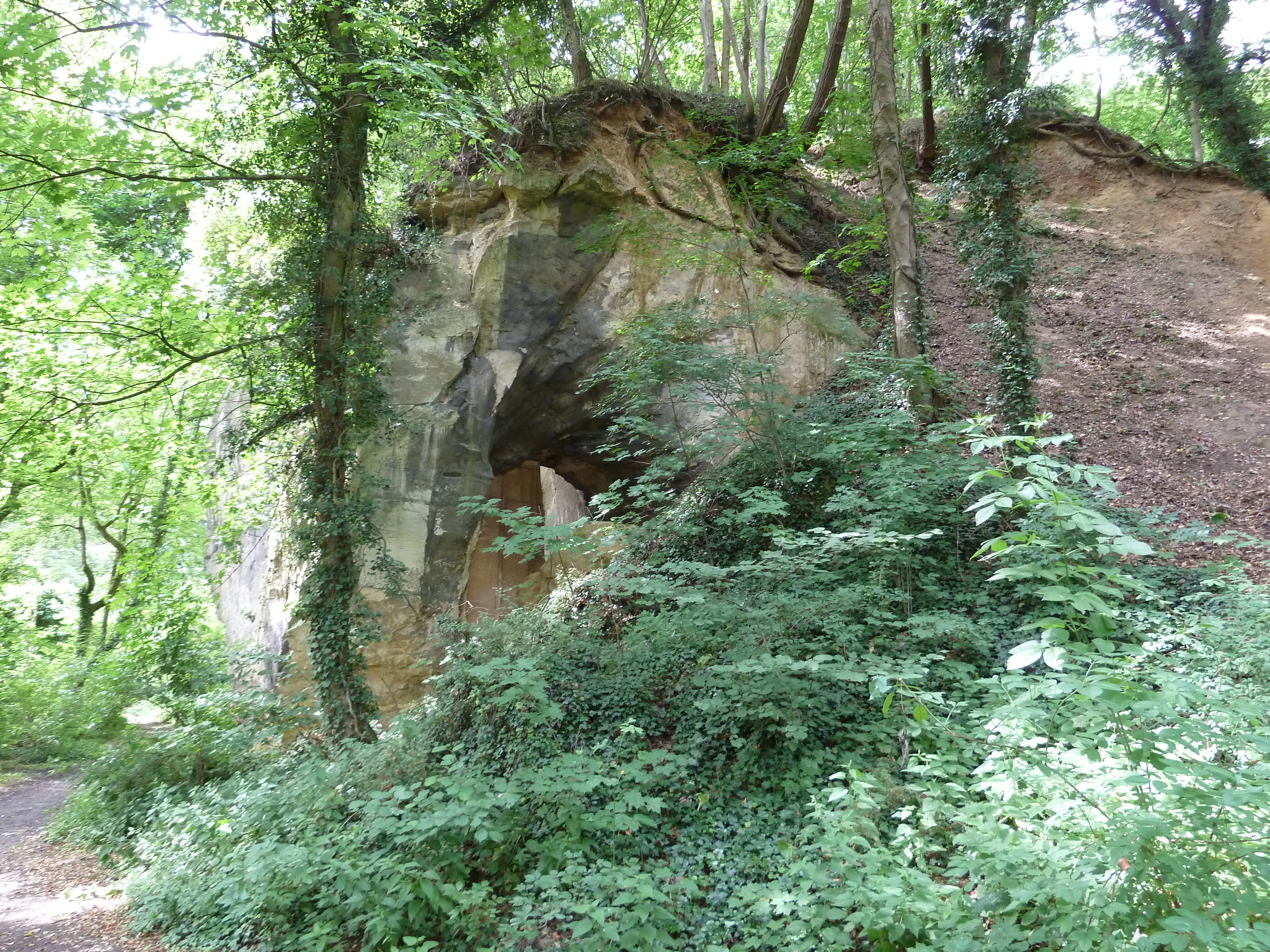